# Muhammad al-Mahdī

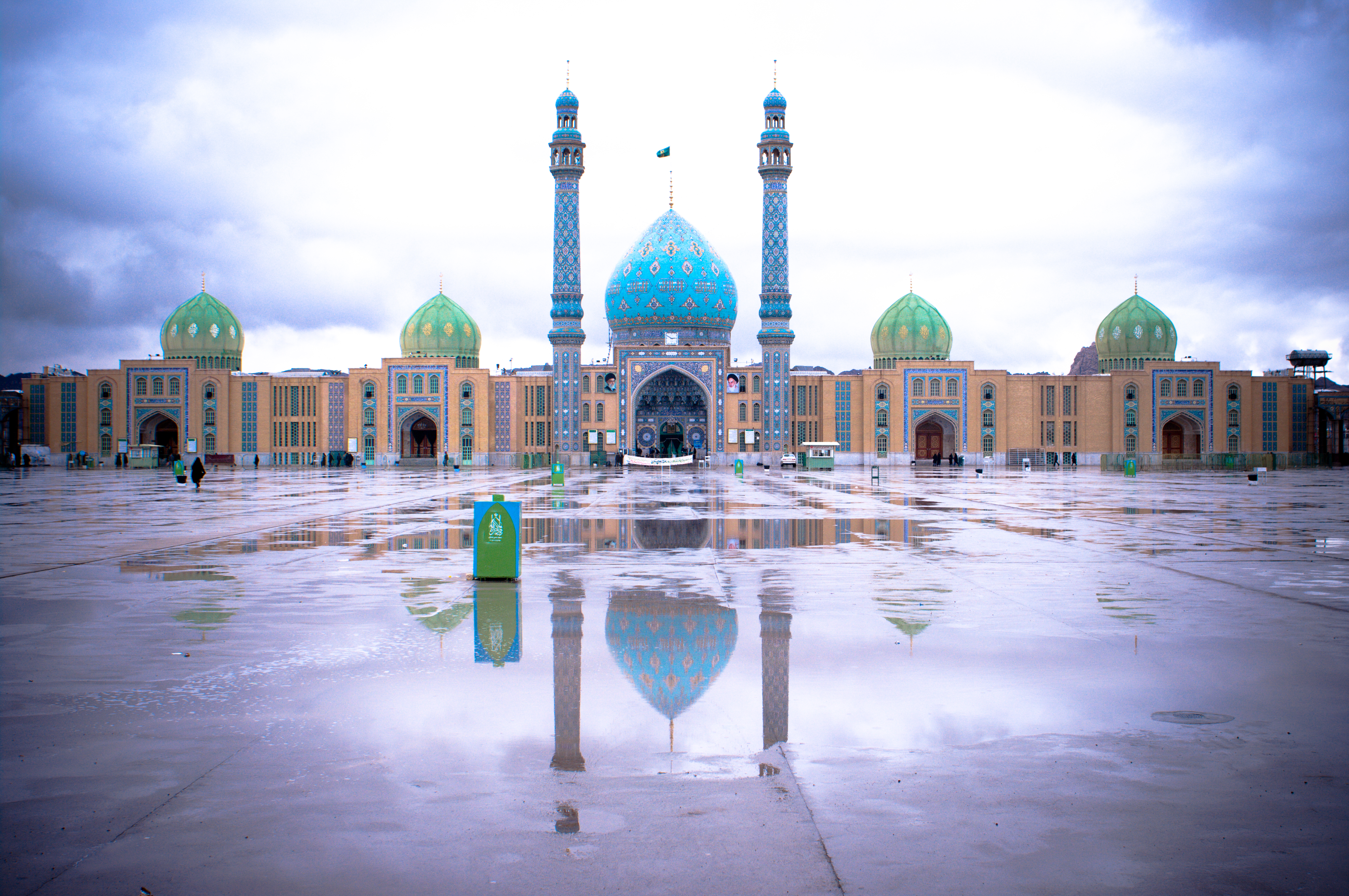
Die Dschamkaran-Moschee in Ghom (Iran), wo die Wiederankunft des Mahdis erwartet wird.

Muhammad ibn al-Hasan al-Mahdi (arabisch محمد بن الحسن المهدي, DMG Muḥammad b. al-Ḥasan al-Mahdī) ist nach der Lehre der Zwölfer-Schia der in der Verborgenheit lebende zwölfte Imam, dessen Rückkehr für die Endzeit erwartet wird. Er gilt den Zwölfer-Schiiten als der Mahdi (wörtlich „der Rechtgeleitete“) im Sinne des Erlösers als messianische Gestalt. Das Konzept des erwarteten Imams Muhammad al-Mahdi ist ein zentrales Glaubenselement der Zwölfer-Schia, das wahhabitische Sunniten in Form des verborgenen zwölften Imams als Irrlehre ablehnen. Sufisch geprägte Sunniten hingegen glauben an dieses Konzept.

## Entstehung des zwölfer-schiitischen Mahdī-Glaubens
Der Mahdī-Glaube hat schon sehr früh in der Schia Fuß gefasst. So rief im Jahre 685 in Kufa al-Muchtār ibn Abī ʿUbaid den Aliden Muhammad ibn al-Hanafīya zum Mahdi aus und führte in seinem Namen einen großangelegten Aufstand gegen den mekkanischen Kalifen ʿAbdallāh ibn az-Zubair durch. Später glaubten die kaisanitischen Schiiten, dass Muhammad ibn al-Hanafīya entrückt worden sei und bald wiederkehren werde. Dieses Modell der Entrückung, Abwesenheit und erwarteten Rückkehr des Mahdī wurde später von anderen Zweigen der Schia übernommen und im Laufe der Geschichte immer wieder auf unterschiedliche Personen übertragen.
Als der elfte Imam der Imamiten, Hasan al-ʿAskarī, im Jahre 874 starb, brach unter seinen Anhängern eine Periode der Unsicherheit aus, weil es große Meinungsunterschiede hinsichtlich der Nachfolgefrage gab. Die imamitische Gemeinde spaltete sich in zahlreiche Gruppen auf. Eine dieser Gruppen war der Auffassung, dass Hasan al-ʿAskarī als seinen Nachfolger einen kleinen Sohn hinterlassen habe, der jedoch im selben Jahr zum Schutz vor Feinden entrückt worden sei. Diese Auffassung wurde zur offiziellen Lehre der Zwölfer-Schiiten. Die meisten Quellen, auf die sich diese Lehre stützt, geben an, dass dieser Sohn an einem 15. Schaʿbān geboren worden sei, allerdings gehen die Angaben über das Geburtsjahr auseinander. Nach einigen war es das Jahr 255 der Hidschra (869 n. Chr.), nach anderen 258 (872 n. Chr.) bzw. 261 (875 n. Chr.).

## Verborgenheit und Rückkehr des Imams
Nach dem Glauben der Imamiten lebt Muhammad ibn Hasan al-Mahdī im Verborgenen weiter. Über vier Generationen hinweg soll er noch vermittels Botschafter mit der Gemeinde Kontakt gehalten haben – diese Zeit nennen die Imamiten die „kleine Abwesenheit“ (al-ġaiba aṣ-ṣuġrā). Im Jahre 941 christlicher Zeitrechnung habe er sich dann gänzlich zurückgezogen. Seitdem dauert die Periode der „großen Abwesenheit“ (al-ġaiba al-kubrā) an.
Ein zentraler Bestandteil der schiitischen Lehre ist auch der Glaube an die Wiederkehr des Verborgenen Imams zusammen mit ʿĪsā ibn Maryam (Jesus von Nazaret) als Retter (Mahdi) und Erneuerer der Menschheit, der Mohammeds Werk vollenden solle. Verschiedene Personen haben in der Vergangenheit Anspruch darauf erhoben, der zwölfte Imam bzw. dessen Wiederkunft zu sein. Besonders erwähnenswert ist der Bab.
Vorzeichen für die bevorstehende Rückkehr sind nach dem staatlichen Dokumentationszentrum der Islamischen Revolution „die Weltarmut, die Verbreitung von Krankheiten wie AIDS sowie die Häufung von Naturkatastrophen wie Erdbeben“. Der Mahdi solle einem trockengefallenen Brunnen in der Dschamkaran-Moschee bei der iranischen Stadt Ghom entsteigen und sodann eine mit großem baulichem Aufwand angelegte Allee entlangschreiten, um seine Herrschaft anzutreten. Das erwartete Ereignis zieht viele Touristen und Pilger an; Dschamkaran soll als Pilgerstätte mittlerweile bedeutender sein als Maschhad.

## Beinamen
Da seine Anhänger vermeiden wollten, dass seine Existenz bekannt wird, sprachen sie seinen Vornamen Muhammad nicht aus und verwendeten Pseudonyme wie:
- al-Mahdī (arabisch المهدي ‚der Geleitete‘)
- Abū l-Qāsim, (arabisch ابو القاسم ‚der Vater von al-Qāsim‘), Kunya, die er mit dem Propheten Mohammed gemeinsam hat.
- Sāhib az-zamān (arabisch صاحب الزمان, DMG Ṣāḥib az-Zamān ‚der Herr der Zeit‘)
- Sāhib hadhā al-amr (arabisch صاحب هذا الامر, DMG Ṣāḥib haḏā al-amr ‚der Herr dieses Befehls‘)
- Sāhib ad-dār (arabisch صاحب الدار, DMG Ṣāḥib ad-Dār ‚der Herr des Hauses‘)
- Sāhib as-saif (arabisch صاحب السيف, DMG Ṣāḥib as-Saif ‚der Herr des Schwertes‘)
- Imām az-zamān (arabisch امام الزمان, DMG Imām az-Zamān ‚der Imam der Zeit‘)
- Imām al-ʿasr (arabisch امام العصر, DMG Imām al-ʿAṣr ‚der Imam des Zeitalters‘)
- al-Hudddscha min Āl Muhammad (arabisch الحجة من آل محمد, DMG al-Ḥuǧǧā min Āl Muḥammad ‚der Beweis aus der Familie Mohammeds‘)
- al-Qā'im (arabisch القائم, DMG al-Qā’im ‚der sich Erhebende‘)
- al-Ghā'ib (arabisch الغائب, DMG al-Ġā’ib ‚der sich Verbergende‘)

## Rolle in der Verfassung der Islamischen Republik Iran
Die Verfassung der Islamischen Republik Iran von 1979 nennt den zwölften Imam als eigentliches Staatsoberhaupt. Der aus dem Kreis der Religionsgelehrten gewählte oberste Rechtsgelehrte herrscht nach dieser Auffassung in Stellvertretung des zwölften Imams bis zu dessen Wiederkehr aus der Verborgenheit. Dementsprechend wird die stellvertretende Herrschaft des obersten Rechtsgelehrten persisch ولايت فقيه, DMG Welāyat-e Faqīh genannt. Das Konzept geht im Wesentlichen auf Ajatollah Ruhollah Chomeini zurück und bildet die Legitimation für die theokratischen Elemente in der Verfassung.

## Zitate
„In der Islamischen Republik Iran steht während der Abwesenheit des entrückten zwölften Imams – möge Gott fügen, dass er baldigst kommt – der Führungsauftrag (Imamat) und die Führungsbefugnis (welayat-e-amr) in den Angelegenheiten der islamischen Gemeinschaft dem gerechten, gottesfürchtigen, über die Erfordernisse der Zeit bewussten, tapferen, zur Führung befähigten Rechtsgelehrten zu […]“

„Wenn dieser Tag [des Friedens] kommt, wird das letzte Versprechen aller Religionen erfüllt werden durch die Erscheinung eines perfekten menschlichen Wesens, das der Erbe aller Propheten und frommen Männer ist. […] Oh allmächtiger Gott, ich bete zu dir, das Hervortreten deines letzten Triumphes zu beschleunigen, [durch das Hervortreten] des Vorhergesagten, des perfekten und reinen menschlichen Wesens, das diese Welt mit Gerechtigkeit und Frieden erfüllen wird.“